# James Whitfield (Bischof)

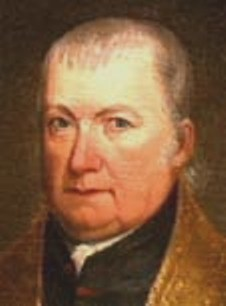
James Whitfield

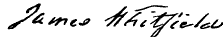
Signatur des Erzbischofs

James Whitfield (* 3. November 1770 in Liverpool, England; † 19. Oktober 1834) war ein englischer Geistlicher und römisch-katholischer Erzbischof von Baltimore.

## Leben
James Whitfield empfing erst im Alter von 38 Jahren, am 24. Juli 1809, das Sakrament der Priesterweihe.
Papst Leo XII. ernannte ihn am 8. Januar 1828 zum Koadjutorerzbischof von Baltimore und Titularerzbischof von Apollonia. Mit dem Tod seines Vorgängers Ambrose Maréchal PSS wurde er nur drei Wochen später dessen Nachfolger als Erzbischof von Baltimore. Gleichzeitig wurde er Apostolischer Administrator des Bistums Richmond. Die Bischofsweihe spende ihm der Bischof von Bardstown, Benedict Joseph Flaget PSS, am 25. Mai desselben Jahres. Mitkonsekratoren waren der Bischof von Philadelphia, Henry Conwell, und der Bischof von New York, John Dubois.
Whitfield berief 1829 das erste Provinzialkonzil ein und stand auch dem zweiten Konzil im Jahr 1833 vor. Da Baltimore zu dieser Zeit das einzige Erzbistum der Vereinigten Staaten war, hatten diese Kirchenversammlungen nationale Bedeutung.